# Adolf Weil (Rennfahrer)
Adolf Weil (* 25. Dezember 1938 in Solingen; † 12. Mai 2011 ebenda) war der  erfolgreichste Motocrossfahrer der Bundesrepublik Deutschland. 
Sein GP-Debüt gab Adolf Weil 1960 beim 250-cm³-EM-Lauf in Leichlingen. Erst neun Jahre später fuhr der dann schon 30-Jährige seine erste komplette WM-Saison als Maico-Werksfahrer und beendete die 500-cm³-WM 1969 als Vierzehnter, im nächsten Jahr bereits als Sechster. 1971 gewann Weil den 500-cm³-GP in Bielstein und wurde Dritter der WM, 1972 WM-Fünfter. 1973 wechselte Weil in die 250-cm³-Klasse, in der er mit drei GP-Siegen Vizeweltmeister hinter dem Schweden Hakan Andersson wurde. In den drei darauf folgenden Jahren wurde er jeweils WM-Dritter (1974 und 1976 in der 500er WM, 1975 in der 250er WM). Die Saison 1977 beendete Weil als Zehnter in der 500-cm³-Klasse. Nach der Saison 1978, in der er Sechzehnter in der 500-cm³-Klasse wurde, beendete Weil seine Karriere als fast 40-Jähriger.
Neben seinen internationalen Erfolgen brachte es Weil auch auf insgesamt 14 nationale Motocross-Meisterschaften, ebenso gewann er 1973 die amerikanische Trans-AMA-Meisterschaft.
1976 wurde ihm das Silberne Lorbeerblatt verliehen, die höchste staatliche Auszeichnung für sportliche Spitzenleistungen in Deutschland.